# 거꾸로여덟팔나비
거꾸로여덟팔나비(Araschnia burejana)는 네발나비과의 한 종류이다. 네발나비과에 속하는 나비 중에서 크기가 작은 편이다. 나비의 이름은 앞뒤 날개 중앙을 가로지르는 옅은 노란색 줄무늬를 거꾸로 보면 한자의 여덟 팔(八) 자처럼 보인다고 해서 붙여졌다.